# Skruda (powiat miński)
Skruda – wieś sołecka w Polsce położona w województwie mazowieckim, w powiecie mińskim, w gminie Mrozy.
Wierni Kościoła rzymskokatolickiego należą do parafii św. Aleksego w Oleksinie.
W latach 1975–1998 miejscowość należała administracyjnie do województwa siedleckiego.